# Ariane Krampe
Ariane Krampe (* 1961 in Hagen, Westfalen) ist eine deutsche Film- und Fernsehproduzentin.

## Leben
Nach ihrem Abitur studierte Ariane Krampe Rechtswissenschaften. Während ihres Studiums arbeitete sie 1984 bis 1986 als freie Mitarbeiterin bei  Radio RPR, UFA Radio und Bayerischer Rundfunk, danach bis 1987 für die Süddeutsche Zeitung und von 1987 bis 1990 für die Bavaria Film GmbH. In ihrem Studium setzte sie ihren Schwerpunkt im Bereich Medien- und Urheberrechte. Sie erhielt 1991 ihre Zulassung zur Rechtsanwältin.
Von 1991 bis 1994 war Krampe als Produzentin bei der Bavaria Film GmbH tätig, von 1994 bis 1998 bei der UFA Fernsehproduktion GmbH. In diesem Zeitraum produzierte sie unter anderem zahlreiche Folgen der ARD-Serien Marienhof (Folgen 1–180) und Verbotene Liebe (Folgen 1–250), für das ZDF einige Rosamunde-Pilcher-Verfilmungen und insgesamt 50 Folgen der Soko-Krimiserie.
Im Jahr 1998 gründete sie die Film- und Fernsehproduktionsgesellschaft teamWorx zusammen mit Nico Hofmann und Wolf Bauer. teamWorx-Produktionen wie die Event-Mehrteiler Der Tunnel, Der Tanz mit dem Teufel – Die Entführung des Richard Oetker und Die Mauer – Berlin ’61 sowie ambitionierte Filme wie Wolfsburg, Toter Mann und Stauffenberg waren bei Publikum und Kritik erfolgreich und gewannen mehrere Preise (u. a. Deutscher Fernsehpreis, Adolf-Grimme-Preis und Goldene Kamera) gewinnen. Im Jahr 2011 war der von ihr produzierte Fernsehzweiteiler Der kalte Himmel für den deutschen Fernsehpreis nominiert.
Nach der Fusion der teamWorx, der Phoenix Film und UFA Fernsehproduktion zur UFA FICTION wechselte Ariane Krampe 2013 an die Seite von Michael Souvignier in die Geschäftsführung von Zeitsprung Pictures GmbH und setzte ihre Laufbahn mit einer eigenständigen Münchner Niederlassung fort.
Seit 2015 ist sie mit ihrer eigenen Firma „Ariane Krampe Filmproduktion“ in Grünwald bei München selbstständig. Seit 2023 produziert sie unter dem Dach der Bantry Bay Productions GmbH. 

## Produktionen
- 1991–1994: (ARD) Marienhof (Folgen 1–180)
- 1994–1995: (ARD) Verbotene Liebe (Folgen 1–250)
- 1995–1998: (ZDF) Rosamunde Pilcher (7 × 90 min.)
- 1996–1998: (ZDF) Soko (50 × 45 min.)
- 1997: (ZDF) First Love (19 × 45 min.)
- 1997: (ZDF) April Hailer Show (4 × 45 min.)
- 1998: (ZDF) Die Sternbergs (Folgen 1–4)
- 1998: (RTL) Motorradcops (Folgen 1–4)
- 2000: (RTL) Der Kuss meiner Schwester, Regie: Dror Zahavi
- 2000: (RTL) Die Traumprinzen, Regie: Marc Hertel
- 2001: (SAT.1) Der Tunnel (2 × 90 min.), Regie: Roland Suso Richter
- 2001: (SAT.1) Der Tanz mit dem Teufel (2 × 90 min.), Regie: Peter Keglevic
- 2002: (ZDF) Himmelreich auf Erden, Regie: Torsten C. Fischer
- 2002: (SAT.1) Die Explosion – U-Bahn-Ticket in den Tod, Regie: Marc Hertel
- 2002: (ARD) Sternenfänger (26 × 25 min.), Regie: Andreas Senn
- 2003: (WDR) Zwei Tage Hoffnung, Regie: Peter Keglevic
- 2003: (ARD-Degeto) Gelübde des Herzens, Regie: Karola Hattop
- 2003: (SAT.1) Eine verflixte Begegnung im Mondschein, Regie: Dror Zahavi
- 2005: (SAT.1) Ein Koala-Bär allein zu Haus, Regie: Uwe Janson
- 2005: (SAT.1) Safari ins Glück, Regie: Peter Gersina
- 2005: (SAT.1) Die Luftbrücke – Nur der Himmel war frei (2 × 90 min.), Regie: Dror Zahavi
- 2005: (WDR) Die Mauer – Berlin ’61, Regie: Hartmut Schoen
- 2005: (ARD-Degeto) Hilfe, die Familie kommt!, Regie: Dietmar Fischer
- 2005: (SWR) Die andere Hälfte des Glücks, Regie: Christiane Balthasar
- 2005: (WDR) Dornröschen erwacht, Regie: Elmar Fischer
- 2006: Die Pferdeinsel, Regie: Josh Broecker
- 2006: (PRO7) Tornado – Der Zorn des Himmels (2 × 90 min.), Regie: Andreas Linke
- 2006: (ARD-Degeto) Alle lieben Robbe William, Regie: Christine Kabisch
- 2006: (SAT.1) Der geheimnisvolle Schatz von Troja (2 × 90 min.), Regie: Dror Zahavi
- 2006: (ARD-Degeto) Eine Robbe und das große Glück, Regie: Imogen Kimmel
- 2006: (ZDF) Krieg der Frauen, Regie: Katinka Feistl
- 2006: (PRO7) Verrückt nach Clara (8 × 45 min.), Regie: Sven Bohse, Anja Jacobs
- 2006: (SWR) Annas Albtraum kurz nach 6, Regie: Roland Suso Richter
- 2007: (ARD-Degeto) Einmal Toskana und zurück, Regie: Imogen Kimmel
- 2007: (ARD-Degeto) Hilfe, meine Schwester kommt!, Regie: Dirk Regel
- 2008: (ARD-Degeto) Mein Nachbar, sein Dackel und ich, Regie: Dirk Regel
- 2008: (SAT.1) Klinik am Alex (27 × 45 min), Regie: diverse
- 2009: (ZDF) Ein Sommer in Long Island, Regie: Sibylle Tafel
- 2010: (ZDF) Ein Sommer in Kapstadt, Regie: Imogen Kimmel
- 2010: (ZDF) Ein Sommer in Marrakesch, Regie: Gero Weinreuter
- 2010: (Kino) Hanni & Nanni, Regie: Christine Hartmann
- 2010: (WDR) Im Dschungel, Regie: Elmar Fischer
- 2010: (BR) Blond bringt nix, Regie: Isabel Kleefeld
- 2010: (ARD-Degeto) Der kalte Himmel (2 × 90 min), Regie: Johannes Fabrick
- 2010: (ARD-Degeto) Liebe und Tod auf Java (2 × 90 min), Regie: Heidi Kranz
- 2010: (ZDF) Ein Sommer in Paris, Regie: Jorgo Papavassiliou
- 2010: (MDR) Im falschen Leben, Regie: Christiane Balthasar
- 2010: (Kino) Wir wollten aufs Meer, Regie: Toke Hebbeln
- 2011: (SWR) Rommel, Regie: Niki Stein
- 2011: (ZDF) Ein Sommer in den Bergen, Regie: Jorgo Papavassiliou
- 2011: (ZDF) München ’72 – Das Attentat, Regie: Dror Zahavi
- 2011: (ARD) 24 Milchkühe und kein Mann, Regie: Thomas Kronthaler
- 2011: (SWR) Heiter bis tödlich: Fuchs und Gans (16 × 45 min), Regie: Imogen Kimmel, uva
- 2012: (ARD-Degeto) Ganz der Papa, Regie: Matthias Steurer
- 2012: (ZDF) Schleuderprogramm, Regie: Katinka Feistl
- 2012: (ARD-Degeto) Baron Münchhausen (2 × 90 min.), Regie: Andreas Linke
- 2012: (SAT.1) Herztöne, Regie: Sven Bohse
- 2013: (MDR/ORF) Keine Zeit für Träume, Regie: Christine Hartmann
- 2013: (ZDF) Ein Sommer in Amalfi, Regie: Jorgo Papavassiliou
- 2013: (WDR, NDR) Grenzgang, Regie: Brigitte Maria Bertele
- 2013–2014: (ZDF) SOKO 5113 - 9 Episoden:
  - 2013 – Ausgespäht; Der Schwimmer; Alte Kameraden; Es bleibt in der Familie; Wasserratten; Entfaltet
  - 2014 – Blitz und Donner; Das Projekt; Holzhackerbuam
- 2014: (ZDF, ORF) Julia und der Offizier, Regie: Thomas Kronthaler
- 2014: (ZDF) Elly Beinhorn – Alleinflug, Regie: Christine Hartmann
- 2014: (ZDF) Ein Sommer in Amsterdam, Regie: Karola Meeder
- 2014: (SAT.1) Nachbarn süß-sauer, Regie: Granz Henman
- 2014: (ZDF) Ein Sommer in Island, Regie: Sven Bohse
- 2015: (WDR) Begierde – Mord im Zeichen des Zen, Regie: Brigitte Maria Bertele
- 2015: (ZDF) Ein Sommer in Griechenland, Regie: Jorgo Papavassiliou
- 2015: (ZDF) Ein Sommer in Barcelona, Regie: Dirk Regel
- 2016: (ARD Degeto) Der Fall Barschel, Regie: Kilian Riedhof
- 2016: (WDR / ARD Degeto) Unsichtbare Jahre, Regie: Johannes Fabrick
- 2016: (WDR / Degeto) Kommissarin Louise Boni – Jäger in der Nacht, Regie: Brigitte Maria Bertele
- 2016: (ZDF) Ein Sommer auf Lanzarote, Regie: Jophi Ries
- 2016: (ZDF) Ein Sommer in Florida, Regie: Michael Wenning
- 2016: (ZDF) Ein Sommer in Südfrankreich, Regie: Jorgo Papavassiliou
- 2016: (ZDF) Hilfe, wir sind Offline!, Regie: Ingo Rasper
- 2016: (ZDF) Ein Sommer in Dänemark, Regie: Imogen Kimmel
- 2016: (ARD) Maria, Argentinien und die Sache mit den Weißwürsten, Regie: Markus Herling
- 2017: (MDR / ORF) Familie mit Hindernissen, Regie: Oliver Schmitz
- 2017: (ARD Degeto) Harrys Insel, Regie: Anna Justice
- 2017: (ZDF) Ein Sommer auf Zypern, Regie: Jorgo Papavassiliou
- 2017: (ARD Degeto) Kilimandscharo – Reise ins Leben, Regie: Gregor Schnitzler
- 2017: (Sat.1) Keine Zweite Chance, Regie: Alexander Dierbach
- 2018: (ZDF) Ein Sommer auf Mallorca, Regie: Florian Gärtner
- 2018: (ZDF) Ein Sommer in Vietnam (2 × 90 min), Regie: Sophie Allet-Coche
- 2018: (MDR / ORF) Trauung mit Hindernissen, Regie: Anna-Katharina Maier
- 2018: (ARD) Familie Wöhler auf Mallorca, Regie: David Gruschka
- 2018: (ZDF) Ein Sommer in Oxford, Regie: Karola Meeder
- 2018: (ARD) Verliebt auf Island, Regie: Nico Sommer
- 2019: (ZDF) Ein Sommer in der Toskana, Regie: Jorgo Papavassiliou
- 2020: (ZDF) Ein Sommer auf Mykonos, Regie: Jophi Ries
- 2020: (ARD) Eltern mit Hindernissen, Regie: Anna-Katharina Maier
- 2021: (ZDF) Ein Sommer auf Elba, Regie: Jophi Ries
- 2021: (ZDF) Ein Sommer in Südtirol, Regie: Karola Meeder
- 2021: (ARD Degeto) McLenBurger – 100% Heimat, Regie: Markus Herling
- 2021: (ZDF) Ein Sommer in der Bretagne, Regie: Britta Keils
- 2022: (ZDF) Ein Sommer auf Kreta, Regie: Eibe-Maleen Krebs
- 2022: (ARD) Mein Vater, der Esel und ich, Regie: Imogen Kimmel
- 2022: (BR) Polizeiruf 110: Little Boxes, Regie: Dror Zahavi
- 2023: (ZDF) Ein Sommer an der Cote d'Azure, Regie: Kerstin Ahlrichs
- 2024: (ARD) Mit Herz und Hilde, Regie: Markus Herling
- 2024: (BR) Polizeiruf 110: Ein feiner Tag für den Bananenfisch, Regie: Dror Zahavi
- 2024: (ARD) Bühne frei fürs Leben (AT), Regie: Julia Schubeius
- 2024: Die schönste Bescherung (Fernsehfilm)

## Auszeichnungen
- 2001/2002: Preise für Der Tunnel:
  - Deutscher Fernsehpreis, Kategorie: Bester Fernsehfilm/Mehrteiler
  - Jupiter-Award, Kategorie: Bester deutscher TV-Spielfilm
  - Coachella Valley Festival, Kategorie: Best Overall Film
  - World Film Festival Montreal, Kategorie: Publikumspreis
  - Portland International Film Festival, Kategorie: Audience Award
  - St. Louis International Film Festival, Kategorie: Best Foreign Film, Audience’s Choice Award
- 2002: Deutscher Fernsehpreis für  Der Tanz mit dem Teufel, Kategorie: Bester Fernsehfilm/Mehrteiler
- 2002: Cologne Conference Produzenten-Preis
- 2006: Goldene Kamera für Die Luftbrücke
- 2006: Deutscher Fernsehpreis Nominierung für Die Luftbrücke – Nur der Himmel war frei, Kategorie: Bester Fernsehfilm/Mehrteiler
- 2007: Prix Europa für Die Mauer – Berlin ’61
- 2007: International Emmy Award Nominierung für Die Mauer – Berlin '61, Kategorie: Bester Fernsehfilm/Mehrteiler
- 2008: Bronzemedaille New York Festival für Die Mauer – Berlin ’61
- 2010: Bernd Burgemeister Fernsehpreis Nominierung für Im Dschungel
- 2011: Deutscher Fernsehpreis Nominierung für Der kalte Himmel, Kategorie: Bester Mehrteiler
- 2012: Finalist beim New York Festival für Im Dschungel
- 2013: Silbermedaille New York Festival für München '72
- 2013: AOK-Filmpreis für Keine Zeit für Träume
- 2013: Bernd Burgemeister Fernsehpreis Nominierung für Grenzgang
- 2013: 24. Internationales Filmfest Emden-Norderney – Bernhard Wicki Preis für Keine Zeit für Träume
- 2014: International Emmy Kids Awards Nominierung für Baron Münchhausen
- 2014: Finalist bei New York Festivals Television & Film Award für Grenzgang
- 2014: Deutscher Fernsehpreis Nominierung für Grenzgang, Kategorie: Bester Fernsehfilm
- 2015: Bernd Burgemeister Fernsehpreis für Der Fall Barschel
- 2016: Deutscher Regiepreis „Metropolis“ für Kilian Riedhof für Der Fall Barschel
- 2017: Grimme-Preis-Nominierung für Der Fall Barschel in der Kategorie Fiktion
- 2017: Deutscher Fernsehpreis Nominierung für Der Fall Barschel,  Kategorien: Bester Mehrteiler, Bester Schnitt (Andreas Radtke)